# 타카마키 안
타카마키 안(일본어: 高巻 杏)은 2016년 비디오 게임 《페르소나 5》의 주요 등장인물 중 한 명이다. 안은 일본인 10대 소녀로 가상의 슈진 고등학교 2학년 학생이다. 또한 다른 사람을 해치는 악인을 막기 위한 목적으로 결성된 마음의 괴도단의 창립 멤버 중 하나이다.
안은 고등학교 교사 중 한 명인 카모시다 스구루에게 복수하기 위해 괴도단을 설립하는 데 도움을 주는데, 카모시다는 안을 성적으로 희롱하고 친구 스즈이 시호를 자살 시도에 이르게 했다. 이세계에서 타카마키는 카모시다의 시호에 대한 비열한 행동을 포함한 그의 행동에 대한 복수심으로 자신의 페르소나인 카르멘으로부터 초능력을 얻는다. 그 후 안은 괴도 코드네임 팬서(Panther)를 사용한다.
안에 대해서 비평가는 성적 대상화의 예로 여기는 등 서로 엇갈린 평가를 받았다.

## 콘셉트 및 제작
타카마키 안은 페르소나 5게임 내 등장인물로 소에지마 시게노리가 만들었으며, 안은 팬서라는 괴도 코드네임을 사용하여 자신의 정체를 숨긴다. 하시노 가쓰라 감독은 안이 이국적인 분위기를 풍겨 주목을 받지만, 동시에 가까이 다가가기 어렵게 만든다고 설명했다. 안의 괴도 변신 모습은 항상 고양이 같은 모습으로 의도되었다. 안의 괴도 의상은 가슴골 부분에 컷아웃과 지퍼가 있는 몸에 꼭 맞는 빨간색 라텍스 캣수트, 그에 어울리는 빨간색 팬서 마스크, 분홍색 장갑, 그리고 캣수트 뒷면에 클립형 꼬리로 구성된다. 신발로는 짙은 빨간색 무릎 위까지 오는 부츠를 신는다. 현재의 빨간색 캣수트와 어울리는 고양이 마스크와 달리 초안은 검은색 드레스, 고글, 꼬리, 그리고 무릎 위까지 오는 양말을 입을 예정이었다. 다음 디자인은 그녀의 최종 디자인과 더 유사했지만, 여전히 고글을 쓰고 검은색 캣수트를 입었다. 안의 캣수트에는 가슴골 창이 없었고 채찍 대신 석궁을 휘둘렀다. 안은 처음에는 페르소나 카르멘을 얻고 나중에 헤카테로 변신한다. 디자이너는 남성 캐릭터의 페르소나는 여성 캐릭터의 페르소나에 비해 비교적 잘 알려져 있다고 언급했다. 그들은 모든 페르소나가 유명한 신들을 기반으로 한다면 깊이가 부족할 것이라고 생각하여, 헤카테를 포함한 일부는 잘 알려지지 않은 신화를 바탕으로 만들었다. 하지만 디자이너는 여전히 헤카테가 안의 성격에 잘 맞도록 신경 썼다.
안은 일본어로는 미즈키 나나가, 영어로는 에리카 할래커가 목소리를 연기했다. 할래커는 페르소나 5에서 안의 목소리를 연기해 달라는 요청을 받았는데, 성우에게 "친절하지만 너무 친절하지 않은 고등학생" 같은 목소리를 내달라는 요청을 내렸다. 이에 할래커는 몇 가지 샘플을 보냈고 검토 결과 수락되었다. 할래커는 안을 연기하게 되어 흥분했고, 그녀가 얼마나 빈정거리고 자신감 있을 수 있는지, 그리고 게임 속에서 그녀의 성장을 좋아한다고 말했다. 안의 역할을 검토하면서 할래커는 안이 자신과 가장 비슷한 역할이었으며 캐릭터에 몰입하기 쉽게 만들었다고 언급했다. 또한 안의 목소리가 자신과 비슷하지만 약간 더 높다고 설명했으며, 매우 "직설적인" 목소리를 가졌다고 말했다. 페르소나 5: 더 스테이지에서는 오데라 유키가 연기했다.
《페르소나 3 댄싱 문 나이트》에서는 모션 캡처 배우인 우에타케 나츠미가 안을 연기했는데, 시나리오 작가이자 안무가인 코바야시 텟페이는 그녀가 안과 비슷한 성격을 가졌다고 느꼈다. 다른 캐릭터의 댄서인 이시오카 코지로는 안을 "매우 인간적"이라고 불렀고, 우에타케도 인간적인 방식으로 춤을 췄다고 말했다. 우에타케의 연기는 대부분 잘 진행되었지만, 코바야시는 페르소나 쇼 케이스에서 춤추는 데 어려움을 겪었다고 언급했다. 안은 팔이 길고 날씬하기 때문에, 우에타케가 부츠를 신고 있어서 춤추기가 더 어려웠다. 또한 안의 머리가 춤추기에 적합하지 않다고 언급했지만 공연의 질을 해치지 않기 위해 열심히 집중했다고 지적했다. 이 때문에 모션 캡처 공연과 비교했을 때 공연이 상당히 달라졌다. 우에타케는 가발을 사용하는 대신 머리카락을 염색하여 묘사를 더 정확하게 만들었다. 디자이너 카바야시 아카네는 이 게임에서 안의 방을 디자인하는 임무를 맡았는데 방을 유행에 맞고 간결하게 만들었다. 아카네는 취향이 비슷하여 이것이 쉬웠다고 느꼈지만, 서양식 방이었기 때문에 에어컨과 멀티탭을 추가하여 더 일본식으로 조절해야 했다고 말했다.

## 등장
안은 원래 페르소나 5에 등장했으며, 일본의 가상의 슈진 고등학교 2학년 학생이다. 안은 처음에는 외로운 인물로, 배구 선수인 스즈이 시호라는 친구 한 명만 있다. 이는 안이 혼혈이라는 점 때문에 그를 둘러싼 소문 때문이다. 이 소문은 때때로 안이 성적으로 문란하다고 암시하며, 특히 교사 중 한 명인 스가와 카모시다와 그런 관계라고 말한다. 실제로는 카모시다가 안을 성관계로 유도하려고 시도하며, 안이 따르지 않으면 시호를 배구팀 주전에서 제외하겠다고 위협한다. 안이 계속해서 카모시다의 접근을 거부하자 카모시다는 시호에게 이를 분풀이했고, 이 때문에 시호는 카모시다의 오랜 학대로 인해 자살을 시도한다. 결국 안은 조커, 사카모토 류지, 모르가나와 힘을 합쳐 카모시다를 쓰러뜨리기로 한다. 다른 세 명은 카모시다의 마음속 세계인 팰리스를 탐험하고 있었고, 안은 왕처럼 차려입은 카모시다 섀도우의 존재를 발견하며, 섀도우가 만든 인지존재의 자신과 닮았기 때문에 이 세계에 들어서자마자 붙잡힌다. 다른 친구들이 위험에 처한 것을 보고 안은 카르멘이라는 마음속 페르소나의 힘을 각성한다. 안은 카모시다 섀도우의 인지존재를 죽이고 섀도우를 쫓아내며 잠시 동안 팰리스를 떠난다. 그녀와 다른 이들은 결국 현실의 카모시다를 개심시키기 위해 카모시다의 욕망의 발현인 카모시다의 보물을 훔치려 팰리스로 돌아온다. 괴도단은 카모시다에게 현실에서 자신의 범죄를 고백하게 하기 위해 예고장을 보낸다.
안은 또한 대전 격투 게임 《슈퍼 스매시브라더스 얼티밋》에도 등장하며 수집품, 조커의 궁극기 일부, 조커의 스테이지에서 배경 캐릭터로 나온다. 또한 안은 페르소나 5의 2018년 애니메이션 각색판에 등장한다. 상품으로는 아틀라스가 의류 회사인 Cospa와 협력하여 안의 후드티 복제품을 제작했다.

## 비평
타카마키 안은 엇갈린 평가를 받았으며, 일부 비평가는 게임이 안의 학대를 제대로 다루지 못했다고 느꼈다. USgamer의 작가 나디아 옥스포드는 안의 성적 대상화가 다루어진 방식에 실망했는데, 예를 들어 안에게 힘을 실어주기 위해 디자인된 것처럼 보였던 의상이 "음란한 댓글과 농담"으로만 받아들여졌다는 점이다. 또한 유스케가 그녀를 벌거벗은 채 포즈를 취하도록 강요한 것에 대해 비판했으며, 게임이 안이 겪은 학대 때문에 이것을 할 수 없을 수도 있다는 점을 전혀 인정하지 않는다고 지적했다. 옥스포드는 안이 이런 상황에 처하는 것에 반대하지 않았지만, 아무도 안에게 얼마나 어려운 일인지를 인정하지 않는다는 점이 싫었다. 또한 미투 운동이 성장하고 변화하면서 이런 비판점이 더욱 악화되었다고 느꼈다. 동료 USgamer 작가인 캐티 맥카시는 게임이 안의 트라우마를 동정적으로 묘사하다가 갑자기 정보원을 얻기 위해 출연진이 그녀에게 벌거벗은 채 포즈를 취하도록 강요하려 한다는 점을 비판하며, 이는 웃음거리로 다루어졌다고 주장했다. 애니메 페미니스트 작가 케이틀린 무어는 애니메이션이 섀도우 안을 묘사한 방식에 대해 비판하며, 카메라의 "음흉한 시선"과 조커와 류지의 반응이 시청자들이 "소름 끼치면서도 흥분해야 한다"고 느끼게 한다고 주장했다. 무어는 안의 의상에 대한 당황스러움과 모르가나의 잦은 안 숭배를 싫어했다. 무어는 "성폭력에 대해 양면적인 이야기를 하는 것"에 지쳤다고 외쳤다. Waypoint 작가 매튜 존스는 안의 캐릭터 묘사가 제한적이라는 점과 더불어, 게임이 안과 같은 피해자보다 가해자에게 더 많은 비중을 둔다고 보며 게임에서 안을 다루는 방법을 비판했다. 유로게이머 작가 말린디 헷펠트는 안의 묘사 방식이 불쾌하다고 보았지만, 핫펠트가 느낀 "일본 게임의 전형적인 여성혐오 꾸러미"를 감안할 때 페르소나 5 로열에서 묘사가 바뀌지 않은 것에 놀라지 않는다고 표현했으며, "멍청한 금발"이라는 고정관념화도 비판했다.
작가 로렌스 허프스는 일본 정부의 일본 대중문화 해외 확산 정책인 "쿨 재팬"에 대한 작가 로라 밀러의 평가를 인용하며, "쿨 재팬이 승인한 시각 자료"가 "좁고 성차별적인 귀여운 소프트 포르노적 이미지에 의존한다"고 보았다. 쿨 재팬에 대한 이러한 설명은 안의 묘사에 대한 허프스의 생각과 일치하며, 게임이 카모시다를 성적으로 대상화한 것에 대해 비난하면서도 궁극적으로 게임 내내 "불필요한 성적 대상화에 그녀를 노출시킨다"고 비판했다. 특히 안의 의상과 채찍을 인용하며, 이는 "BDSM에서 영감을 받은 미학"을 연상시킨다고 말했다. 허프스는 서사가 이 의상이 힘을 보여주는 것이라고 제안하지만 이는 "분명히 이성애 규범적 남성의 시선에 부합한다"고 지적했다. 또한 안과 다른 캐릭터들의 상호작용에 대해서도 비판적이었는데, 예를 들어 모르가나가 다른 캐릭터들이 그녀와 이야기할 때 때때로 질투하거나, 그녀가 유스케를 위해 옷을 벗도록 강요받았던 방식 등이다. 다시 밀러의 쿨 재팬에 대한 견해를 인용하며, "이러한 쿨 재팬 공연은 여성과 소녀를 가부장적 통제와 욕망의 대상으로 자연화한다"고 말했다. 허프스 자신은 이러한 이념이 "[안을] 상품화되고 협력적인 대상, 쿨 자본주의 하에서 국가를 판매하기 위한 자원 그 이상도 이하도 아닌 존재로 만든다"고 논했다.
다른 비평가는 더 긍정적인 평가를 내렸다. 사이파이 와이어의 작가 브리트니 빈센트는 안의 묘사가 성차별적이거나 게임이 그녀를 "부당한 학대"에 노출시킨다는 비판에 동의하지 않았다. 빈센트는 안이 시간이 지남에 따라 자신의 성을 소유하는 "강력한 캐릭터"라고 주장했으며, 카르멘이 안이 "악몽 같은 시간을 보낸 후 남성을 어떻게 보는지"를 나타낸다고 설명했다. 또한 카모시다가 만든 그림자 안의 파괴를 카모시다의 학대에 대한 반대뿐만 아니라 안을 성적 대상으로 보는 생각에 대한 반대를 보여주는 것이라고 묘사했다. 빈센트는 안의 외모에 대한 농담이 안을 귀찮게 하지 않는다고 주장했는데, 이는 안이 이미 카모시다라는 "궁극적인 변태"를 처리했기 때문이다. 조커와의 소셜 링크를 통해 안이 모델이 됨으로써 자신의 몸을 소유하게 되는 과정을 탐구한다고 설명했다. 빈센트는 안이 영감을 주는 인물이라고 생각하며, 현실의 피해자가 가해자에게 맞설 수 있음을 보여준다고 말했다. 너드 머치?의 작가 에밀리 오텐은 안에게 공감한다고 밝혔는데, 특히 안이 왕따와 "성적 대상으로 보이는 것"으로 겪었던 어려움에 공감했다. 오텐은 안이 "문제를 극복하고 자신을 옹호하는" 방식이 "정말 놀랍다"고 설명하며, 게임 후반부에 안과 함께 보낸 추가 시간 덕분에 그녀를 "실제로 아는 것 같다"고 느꼈다고 언급했다. 오텐은 안과 그녀의 배경 이야기가 게임의 가장 좋은 측면 중 하나라고 생각하며, 안을 페르소나 5의 "가장 강한 여성 캐릭터 중 한 명"이라고 불렀다. 실리콘에라의 작가 제니 라다는 안을 자신이 가장 좋아하는 파티 멤버 중 한 명으로 꼽으며, 시호에 대한 보호 본능과 친구들을 위해 더 잘하려는 열망 때문에 이미 "내면의 힘"을 가지고 있어야 한다고 말했다.
타카마키 안은 1/4 미국인, 3/4 일본인 혈통으로, 이에 대해 비평가 사이에서 논의의 대상이 되기도 했다. 와이어드의 작가 에스터 몰리카는 타카마키에 대한 기대를 표했다. 몰리카는 이 사실 때문에 안에게 "즉시 매료되었다"고 말하며, 안을 문란하다고 가십하는 것이 일본에서 미국인에 대한 "공격적이고 음란한" 고정관념에서 비롯되었다고 설명했다. 또한 안이 학교 친구들로부터 받은 놀림 때문에 자신감이 부족하다고 설명했으며, 모델이 되고 싶어함에도 불구하고 자신의 방식이 아닌 방식으로 보여지는 것에 대해 깊이 불편함을 느낀다고 말했다. 몰리카는 안이 괴도단원이 되고 괴도 의상, 페르소나 카르멘을 얻는 것이 안이 자신의 성적 대상화와 객관화를 받아들이는 것을 나타낸다고 설명했다. 몰리카는 혼혈이라는 이유로 비슷한 학대를 겪었고, "반항하고 다른 사람들이 나를 어떻게 인식하는지 통제하기 위해" 캣수트를 입고 고고 댄서로 공연했던 경험을 통해 이 경험에 공감했다. 또한 안이 일본인임에도 불구하고 외국인처럼 대우받는 것에 공감했는데, 이는 몰라카도 일부 가족 구성원에게 외국인처럼 대우받았기 때문이다. USGamer에 글을 쓴 저널리스트 조지나 영은 안을 칭찬하며 "일본 사회의 인종차별과 동질성을 현실적으로 [포착한다]"고 말했다.
게임 레볼루션의 작가 매튜 리틀리는 역사적인 카르멘과 안 사이에 평행선을 그으며, 남자가 둘 다에게 혐오감을 느끼면서도 그럼에도 불구하고 끌리는 방식에 대해 논했다. 그는 둘을 "남성 세계에서의 자유"에 대한 것으로, 그리고 그들의 "이국적이고 이국적인 본성"에 대한 기대에 대한 것으로 논했다.